# 後藤みさき
後藤 みさき（ごとう みさき、5月14日 - ）は、日本の漫画家。北海道出身で、現在は兵庫県在住。血液型はAB型。2010年から小学館の少女漫画雑誌にて執筆中。

## 来歴
2010年、『Sho-Comi』増刊12月15日号にて掲載された「しゃぼん玉Days」でデビュー。
デビュー時の審査内容は、「絵は拙いが、それを補えるポエム力がある」というもので、特別審査員は同雑誌漫画家の水波風南だった。
2011年、デビューから3作目という早さで「レモン・ダイヤモンド」で初の単行本が出版される（オムニバス作品）。同年、5作目の「風じゃなくて君がね」で『Sho-Comi』本誌初掲載を果たした。
2012年、『君はまるで、あの花のようで。』で初連載。

## 人物
デビュー以前に『りぼん』（集英社）へ2度投稿した経験があるもののデビューには至らず、『Sho-Comi』まんがアカデミアへの4回目の投稿でデビューが決まった。出版社へと初めて投稿をしたのが自身が高校2年生の頃で、それから2年後の19歳でデビューとなり、普段は大学へと通う傍ら執筆をしていた。
尊敬している人物として元『りぼん』漫画家の持田あきを挙げている。持田の独特なネームセンスや、サービス精神などを心の底から尊敬しており、漫画を描くのが辛くなるときはいつも持田の作品を読み返していると語っている。

## 作品リスト

### 連載
- 君はまるで、あの花のようで。（『Sho-Comi』2012年3・4合併号[7] - 6号）
- はんぶんこのカケラ（『Sho-Comi』2012年16号[8] - 18号）
- あまいあまい恋をせよ。（『Sho-Comi』2013年7号[9] - 9号）
- それならいっそ恋になれ（『Sho-Comi』2013年15号[10] - 19号、22号[11] - ）
- 君がオリオン（『Sho-Comi』2014年8号[12] - 2014年）
- 目覚めたら花のキス（『Sho-Comi』2015年1号[13] - 12号[14]）
- 『スキ！』まで0秒 （『Sho-Comi』2015年24号[15] - 2016年2号[16]）
- 結んで、ほどいて、キス（『ベツコミ』2017年3月号[17] - 2017年）
- だってもうスキになっちゃったし（『ベツコミ』2018年5月号[18] - 2019年8月号[19]）
- その先はプライベートです（『ベツコミ』2019年11月号[20] - 2022年8月号[21]）
- 東京アパレルガール（『ベツコミ』2022年11月号[22] - 2025年4月号[23]）
- 初恋とサイダー（『ベツコミ』2025年7月号[24] - ）

### 読み切り
- しゃぼん玉Days（『Sho-Comi』増刊2010年12月15日号） - デビュー作。
- Mr.バニーと泣き虫アリス（『Sho-Comi』増刊2011年2月14日号）
- レモン・ダイヤモンド（『好きって言えない。』描きおろし作品）
- 発熱ストロベリー（『Sho-Comi』増刊2011年6月15日号）
- 風じゃなくて君がね（『Sho-Comi』2011年18号） - 『Sho-Comi』本誌初掲載作品。
- グラフティ・ゼロ（『Sho-Comi』増刊2011年10月15日号）
- 愛は藍より青く（『Sho-Comi』2012年1号）
- お砂糖にちゅー（『Sho-Comi』増刊2012年4月15日号）
- 閃くんのとっておき（『Sho-Comi』2012年13号）
- 微熱×発熱（『Sho-Comi』増刊2012年12月15日号）
- 冬空スパンコール（『Sho-Comi』2013年1号）
- 僕のオレンジ（『Sho-Comi』増刊2013年2月14日号）
- キス・カウント30（『Sho-Comi』増刊2013年6月15日号）
- 3秒間サマーブリーズ（『Sho-Comi』2015年18号[25]） - 鳥越裕貴をモデルにしたキャラクターが登場。

#### 番外編
- 君はまるで、あの花のようで。〜番外編〜「〜その後の2人〜」（『君はまるで、あの花のようで。』描きおろし）
- はんぶんこのカケラ 番外編 〜あおがすき〜（『Sho-Comi』増刊2012年10月15日号）
- はんぶんこのカケラおまけ（『はんぶんこのカケラ』描きおろし）
- 『スキ！』まで0秒 番外編（『Sho-Comi』2016年5号[26]）

#### デビュー前の作品
- 微熱37℃のくちびる（2009年1月期『Sho-Comi』まんがアカデミア初投稿、佳作 編集長期待賞[2]）
- あの太陽に口づけを（2009年7月期『Sho-Comi』まんがアカデミア準入選[2]）
- バンソーコ王子（2010年3月期『Sho-Comi』まんがアカデミア準入選[2]）

### 書籍
- 君はまるで、あの花のようで。
- はんぶんこのカケラ
- 微熱×発熱
- あまいあまい恋をせよ。
- それならいっそ恋になれ（全2巻）
- 君がオリオン（全2巻）
- 目覚めたら花のキス（全2巻）
- 『スキ!』まで0秒
  - 『スキ!』まで0秒 おかわりっ♥
- 結んで、ほどいて、キス（全2巻）
- だってもうスキになっちゃったし（全3巻）
- その先はプライベートです（全8巻）
- 東京アパレルガール（全6巻）